# Ḥalāl

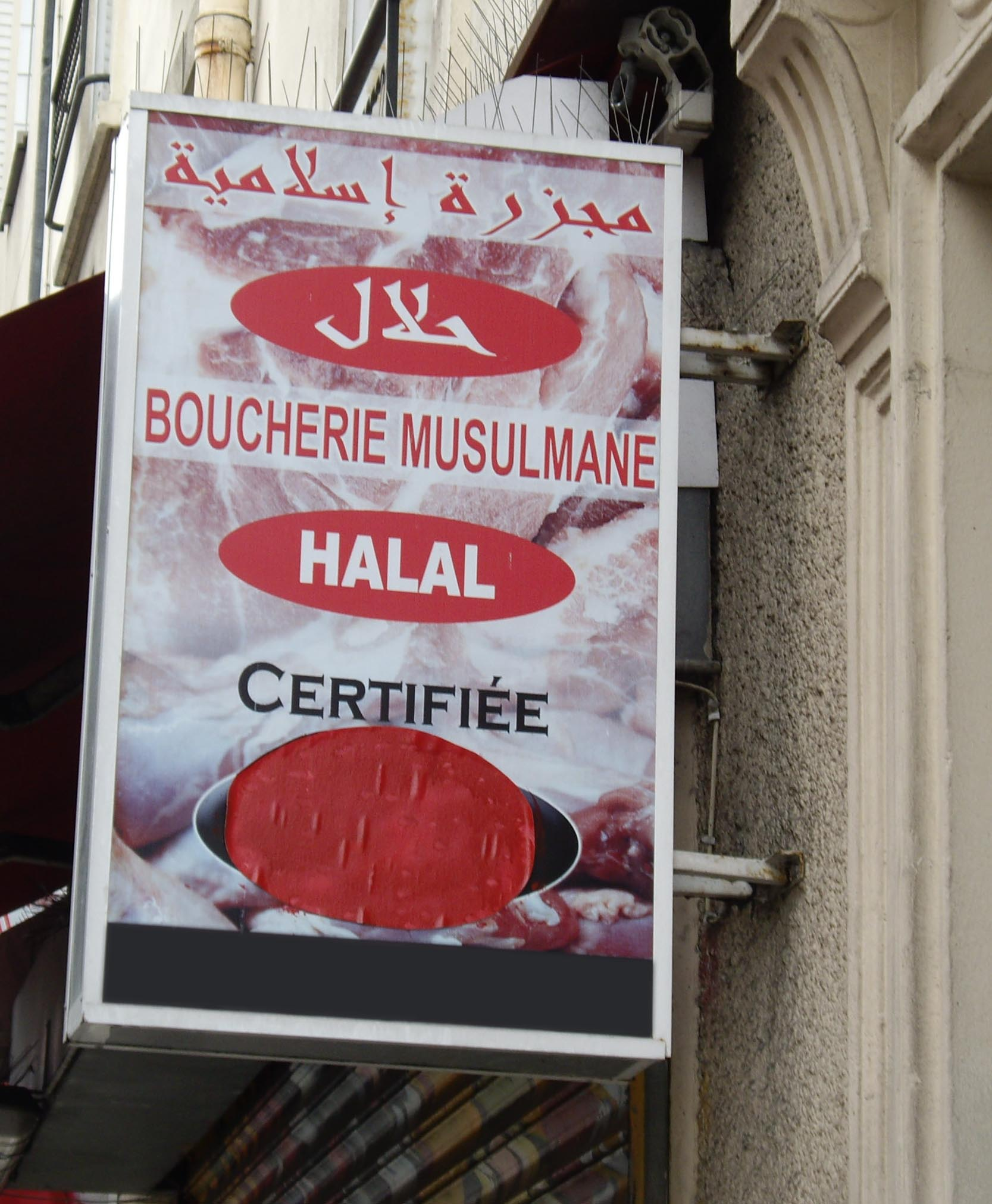
Insegna di una macelleria musulmana con certificazione ḥalāl

Nell'Islam, ḥalāl (in arabo حلال‎? 'lecito') indica quanto è permesso in materia di comportamento, linguaggio, abbigliamento, alimentazione; è contrapposto a ḥarām ('proibito'). 
Nel mondo occidentale, ḥalāl rimanda specie al cibo preparato secondo le norme della legge islamica.

## Disciplina degli alimenti
La disciplina degli alimenti nell'Islam si basa sul seguente versetto della Sura 16 del Corano:
(Corano, 2:172-173)
Di tale versetto esistono interpretazioni differenti, e tra i musulmani di differenti regioni, e appartenenti a diverse comunità islamiche, non esiste consenso unanime su ciò che debba essere considerato "ḥalāl".

### Dhabīḥah ḥalāl
Secondo coloro che aderiscono alla dhabīḥah ḥalāl, perché il cibo possa essere considerato ḥalāl esso non deve essere una sostanza proibita e la carne deve essere stata macellata secondo le linee guida tradizionali indicate nella Sunna (gli animali devono essere coscienti al momento dell'uccisione che deve essere procurata recidendo la trachea e l'esofago e sopravvenire per il dissanguamento completo dell'animale), conosciute come dhabīḥah. Questa è la più rigida definizione di ḥalāl.

### Ḥalāl"Bismillāh" di primo tipo
Secondo altri, le linee guida della dhabīḥah non devono essere seguite rigidamente e invocare il nome di Dio — ossia recitare "Bismillāh al-Raḥmān al-Raḥīm" ("In nome di Dio Clemente Misericordioso") immediatamente prima di consumare i pasti renderebbe la carne permessa. Chi aderisce a questo tipo di ḥalāl generalmente non consuma sostanze proibite.

### Ḥalāl"Bismillāh" di secondo tipo
Chi aderisce a questo tipo di ḥalal "Bismillāh" generalmente considera che qualsiasi cibo, sia esso una sostanza proibita o meno, diventa ḥalāl una volta che la formula rituale sia stata pronunciata. Generalmente questa frase viene pronunciata immediatamente prima di consumare il cibo.
Secondo molti questo metodo per far diventare il cibo ḥalāl non aderisce alle linee guida islamiche, principalmente perché contraddice i versetti coranici sulle sostanze proibite. Anche questo atteggiamento, quindi, è fermamente condannato dalla stragrande maggioranza dei musulmani.

## Certificazioneḥalāl
modello del tutto simile ad un'attestazione di conformità rilasciata da un soggetto terzo, al pari dunque di una comune certificazione di processo o di prodotto.
Un prodotto certificato ḥalāl pertanto rispetta puntualmente tutti i dettami religiosi e può essere consumato dal fedele osservante senza che questi corra alcun rischio di commettere peccato. La disciplina alimentare è infatti un pilastro della religione musulmana ed è anche nel rispetto di queste regole che il fedele conferma la scelta religiosa compiuta.
La certificazione ḥalāl mette a sistema le complesse regole religiose attraverso l'applicazione di specifici standard sviluppati nel mondo. L'attestato viene rilasciato dagli organismi che hanno emanato gli standard di certificazione, previa istruttoria eseguita da apposite società di consulenza.
Sebbene in Europa il tema della certificazione ḥalāl sia principalmente legato al cibo, nella religione musulmana ogni bene e/o servizio è suscettibile di essere valutato come conforme o meno alla religione e, pertanto, esistono standard di certificazione anche per i prodotti cosmetici, farmaceutici, di abbigliamento e perfino per i servizi turistici, finanziari, assicurativi e bancari.

## Critiche alla macellazioneḥalāl
Stordimento non richiesto
     Stordimento post-taglio richiesto
     Stordimento simultaneo richiesto
     Stordimento pre-taglio richiesto
     Vietata la macellazione rituale
     Nessun dato

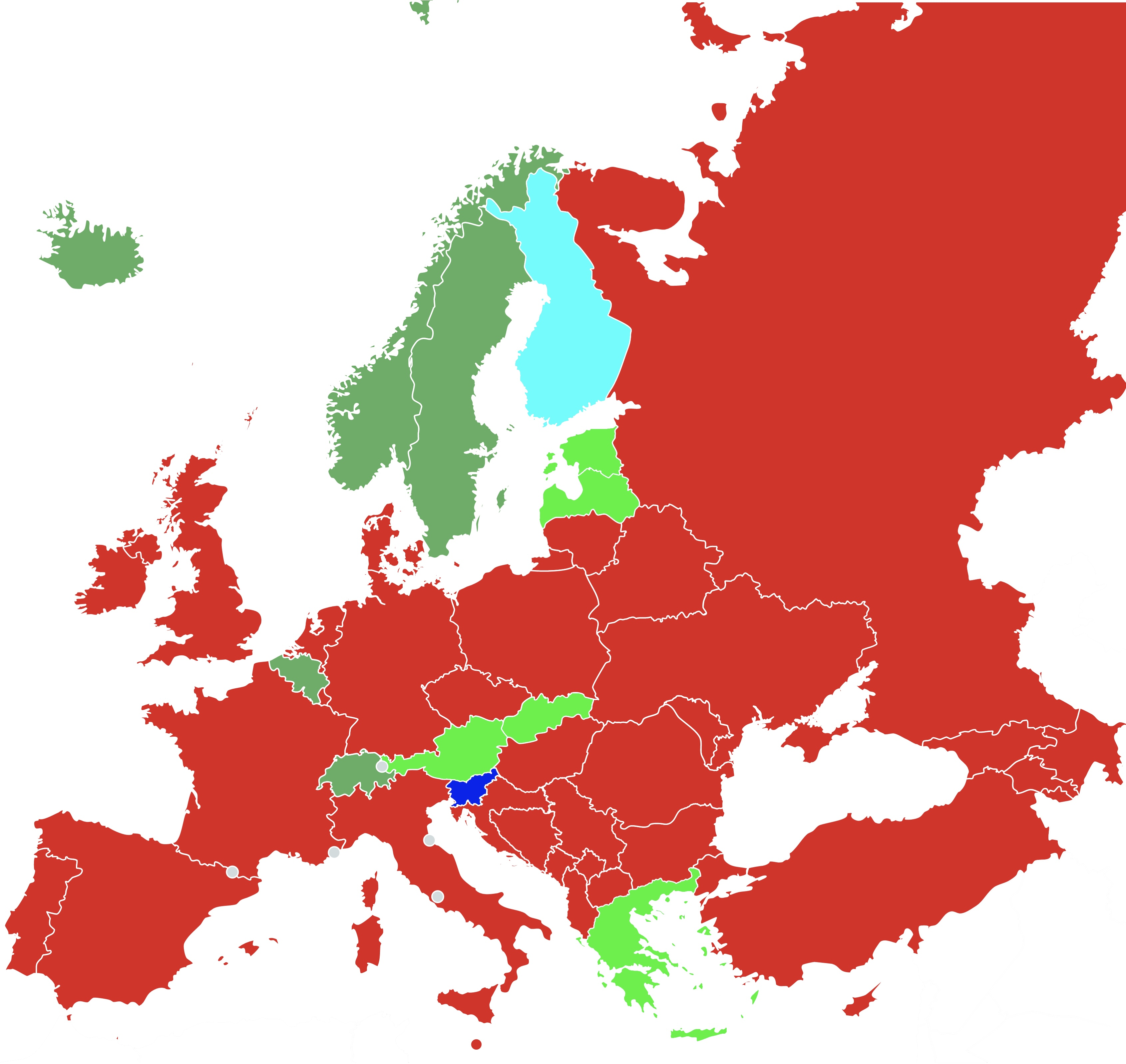
Requisiti legali per la macellazione rituale in Europa (2018):
Stordimento non richiesto
Stordimento post-taglio richiesto
Stordimento simultaneo richiesto
Stordimento pre-taglio richiesto
Vietata la macellazione rituale
Nessun dato

La macellazione rituale, sia islamica (dhabīḥah) che ebraica (shecḥitah), viene pesantemente criticata da partiti politici, organizzazioni non governative, associazioni laiche, umaniste, veterinarie e animaliste che difendono i diritti degli animali e la tutela del loro benessere. Motivo di contrasto sono le ulteriori e inutili sofferenze causate agli animali, che sono costretti a rimanere coscienti durante il proprio dissanguamento senza venire preventivamente storditi, oppure vengono storditi con metodi altrettanto cruenti. Viene inoltre criticata, soprattutto da associazioni laico-umaniste favorevoli alla secolarizzazione della società, la concessione in uno Stato laico di deroghe per ragioni religiose alle norme legislative o sanitarie in vigore che regolano la macellazione. In linea generale, il contrasto fra i precetti religiosi che prevedono la macellazione rituale degli animali e la sofferenza causata a questi ultimi rientra nel campo della bioetica, e più specificamente nel dibattito morale tra il vegetarianismo e l'alimentazione carnivora.

### Regolamentazione nell'Unione europea
Nella legislazione europea, la macellazione rituale si configura quale deroga al Reg. (CE) n. 1099/2009 (Regolamento (CE) n. 1099/2009 del Consiglio, del 24 settembre 2009, relativo alla protezione degli animali durante l’abbattimento), entrato in vigore il 1º gennaio 2013. Il Regolamento, che impone una maggiore attenzione al benessere degli animali, conferma il diritto degli Stati membri di consentire una deroga all'obbligo dello stordimento preventivo l'abbattimento.
La libera scelta riconosciuta a ciascun Paese membro ha portato a un quadro europeo estremamente eterogeneo, in cui convivono:
- paesi dove la macellazione rituale è consentita solo previo stordimento o sedazione dell'animale e solo in locali specificamente autorizzati (Austria e Finlandia);[1]
- paesi che prevedono lo stordimento o la sedazione dell'animale prima della soppressione (Belgio, Danimarca, Islanda, Liechtenstein, Norvegia, Svezia);[1]
- paesi che non prevedono lo stordimento né la sedazione prima della soppressione (Grecia, Cipro, Estonia, Lettonia, Lussemburgo, Paesi Bassi, Polonia);[1]
- paesi che la consentono senza lo stordimento dell'animale purché in locali specificamente autorizzati (Francia, Germania, Italia, Lituania, Spagna).[1]
- paesi dove la macellazione rituale è consentita solamente nell'ambito di una cerimonia religiosa (Slovenia)[12].